# Atlantic Transport Line
«Atlantic Transport Line» (укр. "Атлантична Транспортна Лінія") — американська пасажирська судноплавна лінія, заснована у Балтіморі, штат Меріленд. У 1901 році компанія була згорнута в судноплавний трест «International Mercantile Marine Company» («IMM»). Лінія розвилася з підтримки залізничної дороги як відгалуження у 1881 році від «Baltimore Storage and Lighterage Company» — компанії Бернарда Н. Бейкера (англ. Bernard N. Baker). Будучи американською власністю, «Atlantic Transport Line» керувалась з Великої Британії з судами зареєстрованими та укомплектованими у Великій Британії, більшість з яких були побудовані у Великій Британії. Генеральні вантажі, живу худобу і невелике число пасажирів перевозилося в британські порти і лінія здобула відмінну репутацію за морське перевезення цінних коней. Повномасштабні регулярні пасажирські перевезення між Нью-Йорком та Лондоном почалися у 1892 році і сьогодні лінію згадують завдяки першокласному пасажирсько-вантажного обслуговуванню у напрямку тільки Лондон-Нью-Йорк, який діяв з 1900 по 1915 рік завдяки роботі чотирьох пароплавів класу Minne:
- SS «Міннеаполіс»
- SS «Міннехаха»
- SS «Minnetonka»
- SS «Minnewaska».

У 1898 році уряд США купив сім з десяти кораблів Лінії для використання як військового транспорту в іспано-американської війни (Бейкер позичив ще один для використання як госпітального судна). Лінія пережила цей потенційно нищівний удар, тому що Бейкер добився сенсаційної угоди і купив п'ять нових пароплавів у своїх британських конкурентів майже відразу ж як заміну. «Atlantic Transport Company» в Західної Вірджинії була сформована в цей час, щоб відстоювати американське право власності активами Лінії. Спроба Бейкера продати лінію британським власникам на кінці 1890-х викликала ланцюг подій, які призводять до утворення «International Mercantile Marine Company».
Найважливіші судна Лінії були потоплені під час Першої світової війни. Після війни фрахтовий бізнес був перебудований і були заплановані чотири величезні заміни для суден класу Minne. Проте, тільки два з них були побудовані, а обслуговування пасажирів, яке відновилося в 1923 році, ніколи вже не відповідало довоєнним успіхам. З зниженням запиту на проїзд першим класом «Atlantic Transport Line» ввів туристичний третій клас для пароплавів в 1925 році і протягом двох сезонів працював з вторим класом. Але лінія стала нестабільною ще до Біржового краху (Уолл-стріт краху) 1929 року і з рецесією 1931 року її останні пароплави були тимчасово виведені з експлуатації або були передані іншим лініям «International Mercantile Marine Company» і це припиняло існування «Atlantic Transport Line». Виживаючи американська холдингова компанія проіснувала до 1936 року. SS «Minnewaska» був останнім судном експлуатованим компанією «Atlantic Transport Line».

## Пасажирські судна «Atlantic Transport Line»
| Рік         | Ім'я               | Тоннаж    | Верф                                               | Стан / Доля                                                                    |
| 1900        | «Minneapolis»      | 13443 BRT | Harland & Wolff Ltd., Белфаст                      | 1916 торпедований і затонув у Середземному морі (12 загиблих)                  |
| 1900        | «Minnehaha»        | 13443 BRT | Harland & Wolff Ltd., Белфаст                      | 1917 торпедований і затонув у Fastnet (Ла-Манш) (43 загиблих)                  |
| 1902        | «Minnetonka» (I)   | 13443 BRT | Harland & Wolff Ltd., Белфаст                      | 1917 торпедований і затонув у Середземному морі (4 загиблих)                   |
| 1903        | «Minnewaska» (II)  | 15801 BRT | Harland & Wolff Ltd., Белфаст                      | 1915 затонув                                                                   |
| 1917        | «Minnekahda»       | 17281 BRT | Harland & Wolff Ltd., Белфаст                      | покинутий та запущений у 1931 / на злам у 1936                                 |
| 1920 (1904) | «Minnesota»        | 20718 BRT | Eastern Shipbuilding Co., Нью-Лондон (Коннектикут) | 1904: Great Northern S.S. Co. / 1920 в Atlantic Transport Line / 1923 списаний |
| 1923        | «Minnewaska» (III) | 21716 BRT | Harland & Wolff Ltd., Белфаст                      | 1931 в Red Star Line, у 1934 на злам                                           |
| 1924        | «Minnetonka» (II)  | 21998 BRT | Harland & Wolff Ltd., Белфаст                      | у 1935 на злам                                                                 |

## Вантажні судна «Atlantic Transport Line»
| Рік         | Им'я               | Тоннаж   | Верф                                          | Стан / Доля                                                                                                   |
| 1881        | Sussex             | 2949 BRT | k.A.                                          | 1888: Michigan (I) / 1889 продано                                                                             |
| 1881        | Surrey             | 2949 BRT | k.A.                                          | 1886 викинуто біля мису Lizard                                                                                |
| 1883        | Swansea            | 2795 BRT | k.A.                                          | 1885 викинуто біля острова Scilly                                                                             |
| 1886        | Maryland (I)       | 3143 BRT | k.A.                                          | 1912 продано                                                                                                  |
| 1887        | Montana (I)        | 3143 BRT | k.A.                                          | 1913 продано                                                                                                  |
| 1887        | Minnesota (I)      | 3143 BRT | k.A.                                          | 1917: Mahopac / 1926 списано                                                                                  |
| 1889        | Missouri (I)       | 3143 BRT | k.A.                                          | 1899 продано                                                                                                  |
| 1890        | Michigan (II)      | 3732 BRT | Harland & Wolff Ltd., Белфаст                 | 1896 an National Line übertragen                                                                              |
| 1890        | Mississippi (I)    | 3732 BRT | Harland & Wolff Ltd., Белфаст                 | 1896 an National Line übertragen                                                                              |
| 1892        | Manitoba (I)       | 5673 BRT | k.A.                                          | 1898 продано                                                                                                  |
| 1892        | Massachusetts (I)  | 5673 BRT | k.A.                                          | 1898 продано                                                                                                  |
| 1897 (1894) | Minnewaska (I)     | 5847 BRT | k.A.                                          | 1894: ex Persia, Hapag / 1897 в Atlantic Transport Line / 1898 продано                                        |
| 1897 (1891) | Mackinaw           | 3204 BRT | Harland & Wolff Ltd., Белфаст                 | 1891: ex British Crowm / 1897 в Atlantic Transport Line / 1923 außer Dienst                                   |
| 1898 (1898) | Marquette          | 7057 BRT | Alexander Stephen and Sons, Глазго            | 1898: ex Boadicea, Wilson Line / 1898 в Atlantic Transport Line / 1915 torpediert und gesunken (167 Tote)     |
| 1898 (1897) | Mohegan            | 6889 BRT | Earle's Shipbuilding and Engine Company, Hull | 1897: ex Cleopatra, Wilson Line / 1898 в Atlantic Transport Line / 1898 виброшен на Корнуолл (106 загиблих)   |
| 1898 (1898) | Menominee          | 6919 BRT | A. Stephen & Sons Ltd., Glasgow               | 1898: ex Alexandria, Wilson Line / 1898 в Atlantic Transport Line / 1926 списан                               |
| 1898 (1898) | Manitou            | 6849 BRT | Furness, Withy & Co. Ltd., Hartlepool         | 1892: ex Victoria, Furnes, Withy & Co. / 1898 в Atlantic Transport Line / 1921 Red Star Line                  |
| 1898 (1898) | Mesaba (I)         | 6833 BRT | Harland & Wolff Ltd., Belfast                 | 1898: ex Winifreda, Leyland Line / 1898 в Atlantic Transport Line / 1918 торпедований і затонув (20 загиблих) |
| 1899 (1885) | Mohawk             | 4212 BRT | Harland & Wolff Ltd., Белфаст                 | 1882: ex Belgic, White Star Line / 1899 в Atlantic Transport Line / 1903 списано                              |
| 1903        | Maine (I)          | 7959 BRT | Harland & Wolff Ltd., Белфаст                 | 1907: an American Hawaiian Line verkauft, Virginian                                                           |
| 1903        | Missouri (II)      | 7959 BRT | Harland & Wolff Ltd., Белфаст                 | 1907: an American Hawaiian Line verkauft, Missourian                                                          |
| 1903        | Massachusetts (II) | 7959 BRT | Harland & Wolff Ltd., Белфаст                 | 1911 проданий в American Hawaiian Line, став Kansan                                                           |
| 1907 (1891) | Memphis            | 5302 BRT | k.A.                                          | 1891: ex America, National Line / 1907 в Atlantic Transport Line / 1908 списано                               |
| 1907 (1891) | Mobile             | 5302 BRT | k.A.                                          | 1891: ex Europe, National Line / 1907 в Atlantic Transport Line / 1911 продано                                |
| 1913 (1905) | Maine (II)         | 3617 BRT | k.A.                                          | 1905: ex Sierra Blanca / 1913 в Atlantic Transport Line / 1917 торпедований і затонув                         |
| 1913        | Maryland (II)      | 4738 BRT | k.A.                                          | 1936 списано                                                                                                  |
| 1914        | Missouri (III)     | 4738 BRT | k.A.                                          | 1936 списано                                                                                                  |
| 1914        | Mississippi (III)  | 4738 BRT | k.A.                                          | 1936 списано                                                                                                  |
| 1914 (1898) | Manhattan          | 8004 BRT | k.A.                                          | 1898: National Line / 1914 в Atlantic Transport Line / 1927 списано                                           |
| 1914 (1897) | Michigan (III)     | 8001 BRT | Harland & Wolff Ltd., Белфаст                 | 1897: ex Irishman, Dominion Line / 1914 в Atlantic Transport Line / 1926 списано                              |
| 1918        | Mesaba (II)        | 8002 BRT | k.A.                                          | 1925 продано                                                                                                  |
| 1919        | Maine (IV)         | 8002 BRT | k.A.                                          | 1936 списано                                                                                                  |
| 1919        | Montana (II)       | 7772 BRT | k.A.                                          | 1935 списано                                                                                                  |
| 1919        | Montauk            | 7772 BRT | k.A.                                          | 1935 списано                                                                                                  |